# Santa Barbara Channel

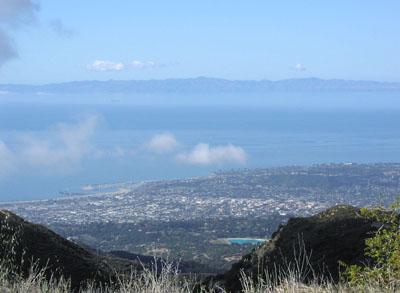
Zicht op het Santa Barbara Channel en Santa Cruz Island van nabij Montecito Peak in de Santa Ynez Mountains. Langs de kust ligt de stad Santa Barbara.

Het Santa Barbara Channel is het deel van de Stille Oceaan dat de noordelijke Kanaaleilanden (Channel Islands) van het Californische vasteland scheidt. Het bevindt zich ten zuiden van Santa Barbara in de gelijknamige county en ten westen van de stad Ventura in Ventura County. Het strekt zich ongeveer 130 kilometer uit van west naar oost en is grofweg 45 km breed. De eilanden zijn op heldere dagen zichtbaar vanop het vasteland.
Er varen boten over de zeestraat, die toeristen naar de eilanden brengen of hen een kans bieden om walvissen te zien.
Het Santa Barbara Channel telt verschillende olievelden. In 1969 vond er een van de grootste olierampen aller tijden plaats, door een lek in een blow-out in het Dos Cuadras-olieveld. Op amper tien dagen tijd kwam er tussen 13.000 en 16.000 m³ aardolie in het Santa Barbara Channel en op de stranden rond de zeestraat terecht. De fauna in het gebied leed zwaar onder die ramp. Het lek was cruciaal in het ontstaan van de moderne milieubeweging en leidde onder andere tot de totstandkoming van de National Environmental Policy Act. Ook nu nog wordt er naar olie geboord in het Santa Barbara Channel, zij het onder grote lokale tegenstand.